# Microbicides per a malalties de transmissió sexual
Les Microbicides per a malalties de transmissió sexual són agents farmacològics i/o substàncies químiques que són capaços de matar o destruir certs microorganismes que causen malalties de transmissió sexual com per exemple, el virus de la immunodeficiència humana.
Les microbicides són un grup diversos compostos químics que exerceixen la seva activitat dins una varietat de diferents mecanismes d'acció. Molts d'aquests compostos estan sent desenvolupats i provats per la seva activitat microbicida estudis clínics i científics per conèixer la seva capacitat d'acció. Les microbicides es poden administrar en l'ésser humà en diferents formats que inclouen gels, cremes, locions, aerosols, comprimits, esponges i/o anells vaginals (o altres dispositius que alliberin l'ingredient actiu durant un període llarg de temps). Els estudis científics i els assajos clínics s'han dissenyat per inventar instruments que assegurin l'alliberament de les substàncies protectores tant a nivell vaginal (per protegir les relacions on es produeix la penetració del penis dins la vagina) com anal (Quan la penetració del penis és a través de l'anus).
La majoria d'intervencions conductuals i comunitàries per a la prevenció de malalties de transmissió sexual (MTS), especialment en relació al VIH, s'han mostrat efectives (ús del preservatiu, etc.) però insuficients per aturar-ne la propagació (especialment entre les dones i les persones als països menys desenvolupats). En aquest context cal tenir en compte que l'abstinència sexual no és una opció realista per a totes les persones, especialment per a les dones que volen tenir fills, que tenen dificultats en negociar l'ús del preservatiu, que estan en risc de patir violència sexual o senzillament que busquen un estil de vida diferent. En aquestes situacions, l'ús dels microbicides podrien oferir tant la protecció primària (en absència de preservatius) com la protecció secundària (si un preservatiu es trenca o es llisca durant el coit). Un altre camp on s'espera que els microbicides puguin ser de gran utilitat aportant seguretat i eficàcia, és en la reducció del risc de transmissió del VIH durant l'activitat sexual en parelles discordants (quan només un dels dos està infectat).

## Concepte
El terme microbicida fa referència a substàncies tòpiques que s'introdueixen en la vagina i/o en l'anus per reduir el risc de transmissió del VIH, o d'altres malalties de transmissió sexual, durant el coit. Hi ha diverses vies a través de les quals un microbicida pot proporcionar protecció. Pot contenir un ingredient actiu que bloqueja directament l'activitat
del VIH, o pot actuar com a barrera física en el revestiment de la mucosa vaginal o rectal. Això podria aconseguir-se amb cremes, gels, films, anells vaginals d'alliberament prolongat, ènemes i supositoris. Els estudis inicials buscaven microbicides efectius que empressin un mecanisme d'acció, posteriorment, però, les proves clíniques cercaren combinar dos o més mecanismes d'acció per augmentar l'efectivitat. Els primers microbicides testats (els que han estat testats primer en assaigs clínics a gran escala entre 1996 i
2008) foren coneguts com a agents d'ampli espectre, el que significa que es van pensar per a proporcionar una àmplia cobertura contra diverses MTS. L'esperança dels investigadors es basava en que tinguessin efecte sobre la fallida la membrana viral o en potenciar les defenses naturals de la vagina. Aquests productes (com per exemple, Carraguard, BufferGel o Pro2000) es van testar en assaigs a gran escala i no van mostrar eficàcia. Posteriorment, fou el moment del Nonoxynol-9 (un espermicida testat per a la protecció del VIH) que va mostrar que podria, segons els casos, augmentar la vulnerabilitat al VIH en fer fallida l'epiteli vaginal.
Posteriorment, la investigació es traslladà a microbicides formulats a partir de fàrmacs antiretrovirals (ARV) com el gel de tenofovir o semblants al Nonoxynol-9 però amb menor toxicitat, com el Savvy. Tenofovir és un dels ARV que prenen com a tractament les persones que viuen amb VIH. Es tenia l'esperança que un ARV formulat com un microbicida i aplicat a la vagina o al recte pogués ser capaç de bloquejar l'activitat del VIH en el lloc de l'exposició, el que serviria per prevenir la infecció.

## Mecanismes d'acció

### Detergents
Detergents i microbicides tensioactives com ara el nonoxinol-9, dodecilsulfat sòdic actuen alterant l'embolcall viral, la membrana de la càpsida i/o els lípids de microorganismes. Les microbicides derivades dels detergent són menys desitjables que altres agents antivirals, ja que també maten les cèl·lules hostes i deterioren la funció de la barrera de les superfícies mucoses saludables,. A més, els assaigs clínics no han demostrat que aquests agents siguin plenament eficaços en la prevenció de la transmissió del VIH. En conseqüència, les proves de laboratori i clínics que provaven aquesta classe de productes com a microbicides foren abandonats, i fins i tot, l'any 2003, l'Organització Mundial de la Salut publicà un estudi on assegurava que el nonoxinal no aportava cap mena de protecció davant la infecció del VIH mitjançant la relació sexual com a forma de contagi. Val a dir, que tot i els mals resultats obtinguts en les proves de laboratori amb el nonoxinol-9 (N-9), es va engegar procediment d'avaluació de microbicides amb actius de detergent de segona generació. Una d'aquestes substàncies, era el savvy (Un 1% C31G gel vaginal; Farmacèutica Cellegy), el qual té un millor perfil de toxicitat que el nonoxinol-9. El Savyy, però, tampoc s'obtingueren resultats positius en estudis fets amb població nigeriana ni en població ganesa.

### Defenses Vaginals
El PH vaginal sa és bastant àcid, amb un valor de pH pròxim a 4. No obstant això, el pH alcalí del semen pot neutralitzar el pH vaginal. Una classe potencial dels microbicides actua reduint el pH de les secrecions vaginals, que pot destruir (o d'una altra manera inactivar) els microorganismes patògens. Un d'aquests agents és BufferGel, un gel espermicida i microbicida formulat per mantenir l'acidesa natural de protecció de la vagina. Els candidats en aquesta categoria (incloent BufferGel) han demostrat ser ineficaços en la prevenció de la infecció per VIH.

### Antiretrovirals
Els investigadors han començat a centrar-se en un altre tipus de microbicides, els agents antiretrovirals (ARV). ARV treballaevitant que el VIH penetri a la cèl·lula hoste humana, o per evitar la seva repetició després de la infecció. Exemples de fàrmacs antiretrovirals que s'estan provant per a la prevenció inclouen tenofovir, dapivirina (un inhibidor diarylpyrimidine de transcriptasa inversa del VIH) i el UC-781. Aquests microbicides de nova generació han rebut l'atenció i el suport, ja que es basen en els mateixos fàrmacs ARV utilitzats actualment per augemntar la supervivència (i millorar la qualitat de vida) de les persones VIH+. Els ARV també s'utilitzen per prevenir la transmissió vertical del VIH de mare a fill durant el part, i s'utilitzen per prevenir la infecció del VIH es converteixi immediatament després de l'exposició al virus. Aquestes compostos basats en ARV podria formular en els microbicides tòpics per ser administrat localment en el recte o la vagina o sistèmicament mitjançant formulacions orals o injectables (profilaxi pre-exposició). Microbicides basats en antiretrovirals es poden formular com d'acció prolongada en anells vaginals, gels i films.

## Proves Clíniques

### Caprisa 004
CAPRISA 004 és el nom de la prova clínica duta a terme pel Centre for the AIDS Programme of Research in South Africa conegut com a CAPRISA. El títol oficial de l'estudi era Phase IIb Trial to Assess the Safety and Effectiveness of the Vaginal Microbicide 1% Tenofovir Gel for the Prevention of HIV Infection in Women in South Africa
. En concret, aquest estudi intentava demostrar l'eficàcia d'un gel com a mecanisme per a reduir la probabilitat d'infectar-se pel VIH durant una relació coital. El component clau d'aquest gel era una microbicida.

#### Estudis previs
Estudis previs havien estudiat la seguretat i la tolerància del Tenofovir en dones sexualment actives i dones amb abstinència sexual. Aquests estudis ja mostraven certa tendència a pensar que medicaments amb microbicides com el tenofovir eren suficientment potents com per donar cert grau de protecció enfront del VIH. Altres estudis han demostrat, que l'ús del tenofovir també disminueix la probabilitat, sense eliminar-la, de contagi entre homes que mantenen un coit anal amb altres homes, tot i que els resultats han estat contradictoris en aquest sentit.

#### Metodologia
L'assaig clínic es va dissenyar com una fase IIb, amb doble cec, mostra aleatoritzada comparada amb una mostra a qui se li aplicava un 1% del gel Tenofovir com a placebo. La mostra la compongueren 889 dones joves entre 18 i 40 anys, sexualment actives i considerades en risc de contraure el VIH. A la meitat se li va oferir el gel en estudi i a l'altra meitat se li va oferir fer servir el gel placebo mitjançant una distribució a l'atzar. La condició experimental era que totes les participants s'administressin una dosi del gel 12 hores abans de les relacions sexuals i 12 hores després. Totes elles foren assessorades sobre el VIH i la reducció de riscos, així com sobre l'ús del preservatiu. A més a més, l'estudi proporcionava preservatius per a ser usats durant la relació sexual. Dins el disseny experimental, també es comprometia a organitzar tractament de les infeccions de transmissió sexual que les participants tinguessin. L'estudi va començar el maig de 2007, es va completar el desembre de 2009, i les dades recollides en l'estudi va ser publicades el març de 2010. El disseny temporal de l'estudi preveia una duració de 30 mesos, amb prop de 14 mesos per reclutar voluntaris i amb seguiment de les persones que resultessin infectades. Els membres de l'equip, preveien 92 infeccions per VIH a les quals se'ls hi hauria de fer un seguiment.

### Resultats
Els investigadors van concloure que un microbicida que conté un 1% de tenofovir presentava, per a les dones que van participar en l'estudi, un 39% d'efectivitat en la reducció del risc de contraure el VIH durant les relacions sexuals i un 51% d'efectivitat en la prevenció de les infeccions d'herpes genital.
fins a 92 participants es va observar que s'han infectat amb el VIH. Els criteris d'ingrés per estudi va ser tal que, d'acord amb els factors de risc de l'estil de vida dels participants, l'estudi preveu 92 infeccions que es produeixi aproximadament 16 mesos després que l'estudi va comptar amb el voluntari final.

### FACTS 001
El FACTS 001 és nou estudi sobre el Tenofivir, amb disseny de prova clínica de fase III que preveu un disseny més ampli, que implicaria a 2.200 dones a Àfrica, i que en l'actualitat es troba en fase de cerca de voluntaris.